# The Return (2006)
The Return ist ein US-amerikanischer Horrorfilm von Regisseur Asif Kapadia aus dem Jahr 2006. Er wurde zwischen März und Ende Sommer 2005 in Austin gedreht. Ursprünglich sollte der Film am 1. September 2006 erscheinen, allerdings wurde die Veröffentlichung später auf den 10. November 2006 verschoben. In Deutschland erschien der Film am 18. Januar 2007. The Return kostete schätzungsweise 15 Millionen US-Dollar, spielte in den amerikanischen Kinos aber bis 14. Dezember 2006 nur knapp 7,75 Millionen US-Dollar ein (weltweit knapp 12 Millionen US-Dollar bis zum 29. März 2009).

## Inhalt
Der Film beginnt mit einer Szene auf einer Kirmes in La Salle, einem kleinen Ort in Texas. Ed Mills, der verwitwete Vater der elfjährigen Joanna Mills, besucht mit seiner Tochter einen Karnevalszug. Während er an einem Stand steht, um Essen zu kaufen, hat Joanna eine Vision von einem Mann mit schweren Stiefeln. Aus Angst rennt sie weg und versteckt sich unter einer aufgebauten Bühne. Von dort aus sieht sie, wie sich der fremde Mann ihr immer weiter nähert und sie schließlich mit den Worten „Hallo, Sunshine!“ unter der Bühne hervorzuziehen scheint.
15 Jahre später ist Joanna Mills eine bodenständige Handelsvertreterin, die in St. Louis lebt. In ihrem Beruf ist sie so erfolgreich, dass sie es sogar schafft, ihrem Ex-Freund Kurt – der für dieselbe Firma arbeitet – einen wichtigen Kunden abzujagen. Um letzteren von ihrem Angebot zu überzeugen, begibt sie sich auf eine Reise zurück in ihre Heimat nach Texas. Dabei kommt es zu ersten merkwürdigen Begebenheiten. Während sie mit ihrem Auto unterwegs ist, fängt ihr Radio zu rauschen an und schließlich ertönt das Lied Sweet Dreams von Patsy Cline. Joanna versucht zwar den Radiosender zu wechseln und später auch das ganze Radio abzuschalten, doch das Lied läuft trotzdem weiter. Sie verlässt vor Schreck den Wagen und entdeckt in unmittelbarer Nähe mehrere verunglückte Autos. Doch bevor sie irgendetwas unternehmen kann, wird sie ohnmächtig. Nachdem sie nach einiger Zeit aufwacht, begibt sich Joanna zurück zur Straße, wo sie ihren verlassenen Truck vorfindet. Von den kollidierten Autos gibt es allerdings keine Spur.
Joanna erreicht schließlich La Salle und schafft es, ihren Kunden zu überzeugen, einen Vertrag mit ihrer Firma einzugehen. Nachdem ihre beruflichen Aufgaben erledigt sind, telefoniert sie mit ihrer ehemaligen Mitschülerin Michelle, um sich mit ihr zu verabreden. Während des Telefonats wird die Verbindung unterbrochen und eine merkwürdige Männerstimme ist in der Leitung zu hören. Später in der Bar ist Joanna nicht wohl und als sie die Toilette aufsucht, hat sie wieder eine Vision. Darin geht Joanna in eine namenlose rote Bar, in der sie einen Mann am Tresen sieht, bevor sie sich schließlich zu einem Telefon begibt. Die Vision endet plötzlich, als Joanna sich in der Telefonzelle mit einem Messer in den linken Arm schneidet. Nach einiger Zeit der Suche findet Michelle ihre Freundin am Oberarm blutend auf der Damentoilette. Auf der Heimfahrt erzählt Joanna ihrer Freundin von der roten Bar, welche sie noch nie in ihrem Leben gesehen habe. In ihrer Unterkunft angekommen erkennt sie die Bar in alten Unterlagen auf einem Prospekt von La Salle.
Joanna begibt sich zum Haus ihres Vaters Ed, von dem sie freundlich empfangen und aufgenommen wird. Als sie sich in ihrem ehemaligen Zimmer umsieht, findet sie alte Zeichnungen von ihr, die einige Seepferdchen zeigen. Während des Frühstücks am nächsten Morgen befragt Joanna ihren Vater nach den Geschehnissen von La Salle, die vor fünfzehn Jahren passiert sind. Als Ed antwortet, dass er von diesem Tag an seine damals gewalttätige Tochter nicht mehr kontrollieren konnte, macht Joanna ihm Vorwürfe, sie hätte damals Hilfe gebraucht und verlässt gekränkt das Haus.
Sie findet die rote Bar, welche jedoch noch geschlossen ist und nimmt sich ein Zimmer in einem Hotel. Am Abend macht sich Joanna zu der Bar auf, woraufhin sie feststellt, dass sie genau wie in ihrer Vision aussieht – sie findet das Telefon vor und sieht den Mann am Tresen. Als sie sich am Tresen neben den Mann setzt, wird sie von ihrem Ex-Freund Kurt, der sie verfolgt hat, belästigt. Einige Besucher der Bar gehen dazwischen und Joanna kann zurück ins Hotel fliehen. Als sie ihr Zimmer betreten will, lauert ihr Kurt erneut auf und versucht sie zu vergewaltigen. Doch schließlich geht der Mann, den Joanna am Tresen in der Bar sah, dazwischen, rettet Joanna und schlägt Kurt auf der Straße zusammen. Die Anzahl und Intensität der Visionen nimmt zu. In den Spiegeln ihres Hotelzimmers sieht sie das Gesicht einer ihr unbekannten Frau.
Am nächsten Morgen fragt Joanna die Hotelbesitzerin, wer der Mann, der sie gerettet hat, gewesen sei. Diese erklärt ihr, dass der Mann Terry Stahl heiße und einen sehr schlechten Ruf habe. Trotz der Warnungen begibt sich Joanna zur Farm Terrys. Sie ruft mehrere Male nach ihm und tritt durch die offene Türe in die Wohnung. Gerade als sie das Bild einer Frau an der Wand sieht, welche sie aus ihren Visionen kennt und wieder das Lied aus dem Radio aus einem der Zimmer ertönt, taucht Terry auf und stellt sie zur Rede, da er sie für eine Einbrecherin hält. Joanna bedankt sich für seine Hilfe. Zurück im Hotel träumt sie von Terry und es überkommen sie erneut Visionen, wobei unklar scheint, ob es sich in der Realität abspielt oder nicht.
Mit der Zeit kommen sich Joanna und Terry immer näher. Nach einem gemeinsamen Treffen wird Joanna wiederum von dem mysteriösen Mann verfolgt, sieht ein Kind auf dem Rücksitz ihres Autos und die Frau im Spiegel in ihrem Hotel. Sie fährt erneut zu Terry, der jedoch nicht da ist. Sie betritt einen alten Schuppen auf Terrys Farm und findet an der Wand dieselben gezeichneten Seepferdchen wie auf ihren Zeichnungen, was merkwürdig ist, da sie noch nie in ihrem Leben in dieser Scheune war. Während sie die Malerei betrachtet, überkommt sie wieder eine Vision von dem mysteriösen Mann mit den Stiefeln, wie er eine Frau in dieser Scheune vergewaltigen will. Während sich die Frau schreiend wehrt, kann sie dem Täter einen Ohrring abreißen. Schließlich sticht der Mann auf die Frau mit einem Messer ein und flieht. Die Vision endet und der Zuschauer sieht, wie sich Joanna erneut mit einem Messer selbst verletzt.
Terry findet die bewusstlos gewordene Frau und versorgt sie in seinem Haus. Sie gesteht ihm, dass sie sich selbst verletzen würde und nicht wisse, warum. Daraufhin fragt sie ihn nach dem Schicksal seiner Frau, worauf Terry ihr antwortet, dass sie ermordet wurde. Auf die Frage, wer der Mörder sei, entgegnet er ihr, dass das davon abhängig sei, wen sie fragen würde. Er habe seine Frau damals so in der Scheune vorgefunden, wie er Joanna an diesem Tag vorgefunden habe. Doch die Leute würden behaupten, er hätte sie umgebracht.
Joanna sieht den Ohrring, den die Frau aus der Vision dem Täter abgerissen hatte, an Terrys Hals baumeln, worauf dieser entgegnet, er gehörte seiner Frau und Joanna aus dem Haus jagt.
Auf der Rückfahrt aus Texas macht Joanna an einer Tankstelle halt um sich mit Proviant zu versorgen. Auf einem Foto an einer Wand erkennt sie den Mann mit den Stiefeln wieder. Der Tankwart fordert die Bezahlung, wobei er sie „Sunshine“ nennt. Nachdem Joanna gezahlt hat, entdeckt sie auf dem Hinterhof der Tankstelle einige Autowracks. In einem dieser Wagen findet sie das Messer, mit dem Terrys Frau umgebracht wurde. Als sie die Waffe gerade herauszieht, wird sie von dem Tankwart gestört. Joanna erkennt, dass der Tankwart der Mörder ist und fährt davon. Sie wird von ihm eingeholt, wobei sie von der Straße abgedrängt wird und mit ihrem Auto in einem kleinen Fluss landet. Joanna kann sich aus dem Wrack befreien, flieht zu Terrys Haus und schreit nach Hilfe. Sie rennt in die alte Scheune, in der Terrys Frau ermordet wurde. Dort wird sie von dem Mörder gejagt. Schließlich erreicht Terry den Ort des Geschehens und wird nun selbst von dem Mann attackiert. Am Ende kann Joanna den Mörder mit der Tatwaffe erstechen und rettet somit sich selbst und Terry.
Am Ende werden die Rätsel und mysteriösen Begebenheiten parallel zum Verlauf der Schlusshandlung aufgelöst.
Vor 15 Jahren wollte Terrys Frau ihren Mann in der roten Bar besuchen. Bevor sie diese aber betrat, wurde sie von ihrem späteren Mörder belästigt. Sie verlässt später die Bar vor ihrem Freund und wird von ihrem Peiniger verfolgt, der dann in ihr Haus einbricht und versucht, sie aus ihrem Versteck unter dem Bett hervorzuziehen. Terrys Frau flüchtet zur Scheune, in der sie jedoch vergewaltigt wird. Terry findet seine Frau schwerverletzt und will sie mit dem Auto in ein Krankenhaus fahren. Zur selben Zeit waren Joanna und ihr Vater Ed auf dem Heimweg von der Kirmes. Als der Vater kurz am Straßenrand hielt, kam es zu einem Zusammenstoss der beiden Autos, wobei Terrys Frau verstarb und Teile ihrer Erinnerungen auf Joanna übergingen.

## Hintergrund
- Der Film ist das amerikanische Debüt des Regisseurs Asif Kapadia.
- Gedreht wurde in Austin, Texas.

## Kritik
Der Film bekam sowohl in Amerika als auch in Deutschland überwiegend schlechte Kritiken.
- Darrian McClanahan (Varitey.com): „With its bleak settings and drained color palette, „The Return“ is more self-consciously somber than the script's logic gaps, uninspired character writing and general familiarity can justify.“

- Christoph Petersen (Filmstarts.de): „„The Return“ ist ein schlichter, komplett unspektakulärer Horrorfilm, der seine Berechtigung aus der starken Hauptfigur und der atmosphärischen Inszenierung zieht.“

- Jeannette Catsoulis, eine Kritikerin der New York Times, beschreibt The Return als einen „routinemäßigen Thriller mit einem fesselnd frenetischen Drehstil“. Des Weiteren fügt sie hinzu, dass der Regisseur Asif Kapadia mit seinem Film eher versucht eine sanfte Gruseligkeit zu erzeugen, anstatt einen vollständigen Horror zu schildern. Die Kritikerin lobt vor allem die Arbeit des deutschen Cinematographen Roman Osin, der den Schauplatz mit einer dezenten Auswahl von Grün- und Brauntönen bearbeitete, wodurch die Atmosphäre eines vermodernden Waldes verstärkt dargestellt wird. Catsoulis schließt ihre Kritik mit dem Fazit ab, dass es in jenem Jahr schaurigere Filme gäbe, aber keinen, der so nach „Fäulnis duften“ würde.[1]

- Der Los Angeles Times Kritiker Sam Adams bewertet den Film als eher schlecht. Zum einen kritisiert er, dass der Regisseur Asif Kapadia und der Drehbuchautor Adam Sussman es nicht geschafft hätten, ein grundlegendes Ortsgefühl zu erzeugen, da von Beginn an nicht klar sei, wo genau der Film spiele, zum anderen sei The Return auch völlig realitätsfern und die Handlung deshalb nicht nachvollziehbar. Ein weiterer Kritikpunkt ist, dass in dem Film auf Horrorfilm-Klischees zurückgegriffen würde, wodurch der Zuschauer stets wisse, wie der Film enden würde. Sarah Michelle Gellars Rolle beurteilt er als „mutig und mürrisch – [...] – eine Rolle, die ihre komischen Talente unterdrücke, und es ihr nur übrig ließe in Ruhe zu leiden.“[2]

- Auch der Stern-Kritiker Andreas Klatt kritisiert einige Punkte an The Return, hebt aber auch einige positive Aspekte hervor. So lobt er ebenfalls die gruselige Atmosphäre, sowie die „Nahaufnahmen der gescheuchten Sarah Michelle Gellar.“ Darüber hinaus stellt Klatt den Film auf eine Stufe mit Blair Witch Project und erklärt den geringeren Erfolg von The Return damit, dass der Regisseur versucht habe, einen Psychothriller, einen Horror- und einen Liebesfilm in einem Werk zu schaffen, was dem Film deutlich geschadet habe. Des Weiteren kritisiert er, dass The Return zu langatmig und unlogisch sei, zu wenig Handlung biete und schlechte Dialoge habe.[3]

- Kenan Zahirovic, ein Kritiker von der Zeitung TV Movie, wertet den Film als einen Rückschritt für Sarah Michelle Gellar nach den deutlich besseren Filmen Scooby Doo und The Grudge. Der Film wird vor allem kritisiert, da er „ohne Sinn und Story“ sei, und auch die geringe Spannung, die er erzeugt, in einem schlechten Finale vergeude. Der Kritiker schließt seinen Bericht damit ab, dass Sarah Michelle Gellars neue Haarfarbe das spannendste an The Return sei.[4]